# Amunicja artyleryjska

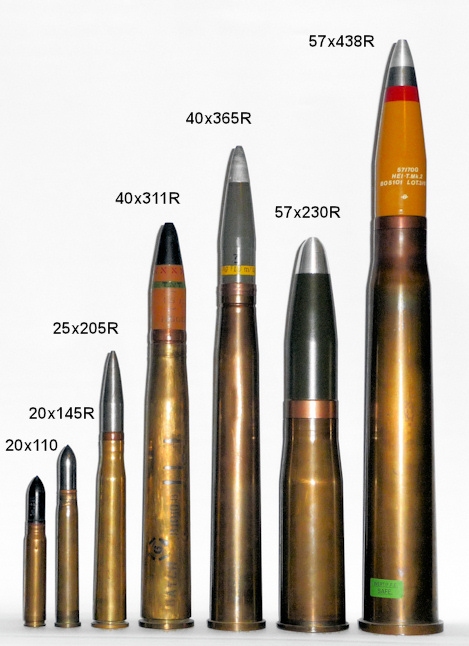
Przykłady różnych typów amunicji artyleryjskiej

Amunicja artyleryjska – naboje przeznaczone do strzelania z broni artyleryjskiej (a więc o kalibrze równym lub większym 20 mm), oraz ich części.
Do amunicji artyleryjskiej zaliczamy:
- pociski artyleryjskie;
- zapalniki;
- łuski;
- ładunki miotające;
- zapłonniki;
- podsypki;
- przybitki;
- flegmatyzatory;
- przyćmiewacze;
- odmiedzacze.

W zależności od sposobu ładowania wyróżnia się:
- naboje scalone (zespolone)
- naboje składane (dzielone)